# Penny Markt

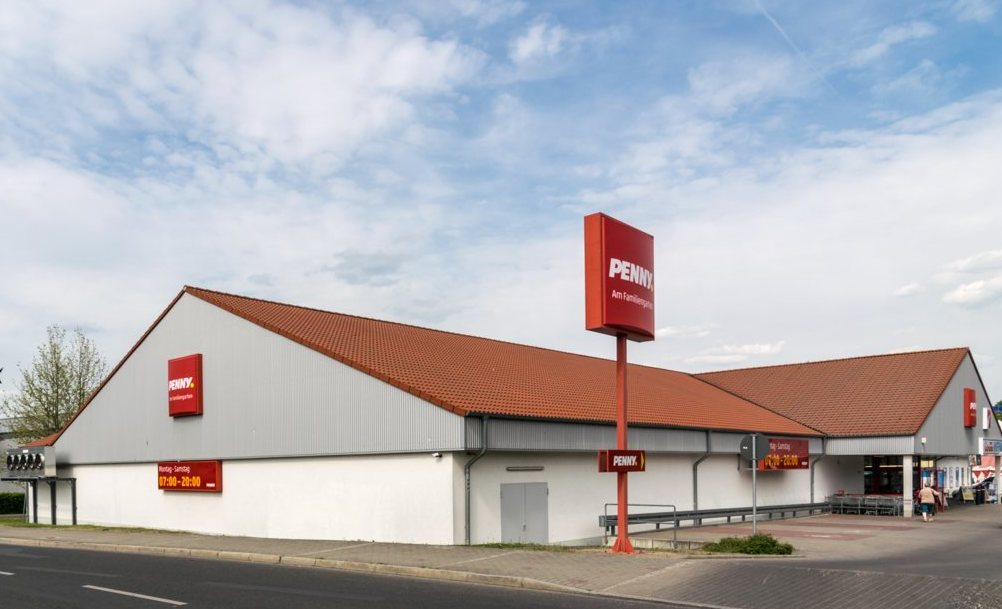
Penny-Filiale in Eberswalde

Penny (Eigenschreibweise: PENNY) ist ein international tätiger deutscher Lebensmittel-Discounter mit Filialen in Deutschland und fünf weiteren europäischen Ländern. Keimzelle des Unternehmens ist die 1973 gegründete Vertriebslinie der Leibbrand-Gruppe, Sitz der Penny Markt GmbH ist Köln. Seit 1989 gehört Penny vollständig zur Rewe Group.

## Geschichte

### Gründung des Discounters
Am 17. Mai 1973 eröffnete die Leibbrand-Gruppe in der Innenstadt von Limburg an der Lahn den ersten Penny-Markt. Der Erfolg dieses Geschäfts veranlasste die Eigentümer, weitere Märkte unter der Marke zu eröffnen. Penny entwickelte sich zu einer schnell wachsenden Discount-Kette. Um am Erfolg der gesamten Leibbrand-Gruppe zu partizipieren, beteiligte sich 1974 die Rewe Group. 1989 ging die Leibbrand-Gruppe einschließlich Penny vollständig in der Rewe Group auf. Penny steuerte zum damaligen Zeitpunkt einen großen Teil zum Umsatz des gesamten Konzerns bei.
Nach der deutschen Wiedervereinigung expandierte Penny in die neuen Bundesländer. Außerdem erhielt das Unternehmen Anfang der 1990er Jahre größere Aufmerksamkeit aufgrund einer breit angelegten Werbekampagne für diverse Bier-Handelsmarken.

### Internationale Expansion
Im Verlauf der 1990er Jahre dehnte Penny sein Geschäft auf Märkte außerhalb Deutschlands aus: 1994 gründete die Rewe Group ein Joint Venture mit dem italienischen Handelskonzern Esselunga, um Penny nach Südeuropa zu bringen. Auch in England entstanden vereinzelt „Penny Markets“. 1995 setzte die Kette ihre Expansion mit der Übernahme von 40 Discount-Märkten der niederländischen Vendex Food Groep in Frankreich fort. Im Vorfeld des Kaufs von Billa durch die Rewe Group 1996 brachte man Penny nach Ungarn und eröffnete ferner einige Märkte in Spanien. Ein weiterer Standort wurde Tschechien. Obwohl vereinzelt wieder Läden geschlossen wurden, stieg Penny zu einem führenden europäischen Lebensmittel-Discounter auf. 25 Jahre nach Gründung lag der Umsatz des Unternehmens bei rund zehn Milliarden Mark.

### Modernisierung der Märkte
In Deutschland startete Penny Mitte 1999 eine umfassende Modernisierung der Märkte. Es wurden rund 200 Millionen Mark in ein neues Design der Läden investiert: Unter anderem wurde das bestehende Sortiment restrukturiert, um einen einfacheren Einkauf zu ermöglichen. Im Jahr 2000 stieg der Discounter in den Vertrieb von Reisen ein. Dafür arbeitete man mit ITS Reisen zusammen, einem weiteren Unternehmen der Rewe Group. Die Kooperation war Teil eines konzernweiten Ausbaus der Aktivitäten im Tourismus. 2004 baute man das Spektrum abermals im Bereich der Pauschalreisen aus. Ein Jahr später nahm Penny als erster Discounter bundesweit Zeitungen und Zeitschriften ins Sortiment auf.
In Österreich wurden ab 2004 die 220 Filialen der Mondo-Supermärkte, welche REWE durch den Kauf von Billa im Jahr 1996 erworben hatte, in Penny-Filialen umgewandelt.
Die Veränderungen waren entscheidend für die weitere Entwicklung des Unternehmens. Penny trug nach der Jahrtausendwende einen großen Teil zum Wachstum des gesamten Konzerns im Kerngeschäft mit Lebensmitteln bei. Daher forcierte die Rewe Group die Expansion des Discounters, Schwerpunkte waren unter anderem Österreich und Italien. In Ungarn gewann Penny ebenfalls an Bedeutung, nachdem die Billa-Filialen dort verkauft worden waren.

### Übernahme von Plus-Filialen
2007 suchte Tengelmann einen Partner für seine Discount-Tochter Plus. Als Käufer war unter anderem die Rewe Group im Gespräch, die mit der Übernahme wiederum Penny hätte stärken können. Der Konzern wies Berichte über entsprechende Verhandlungen zurück, letztendlich bekam Edeka den Zuschlag für Plus. Wegen Vorbehalte der Kartellbehörde gegen die Transaktion durfte Penny Ende 2008 aber mehr als 300 deutsche Filialen von Plus erwerben, was den Wettbewerb zwischen den Lebensmittel-Discountern stärken sollte. In Tschechien sicherte sich die Rewe Group sämtliche Plus-Filialen und stieg dadurch zum Marktführer im Discount-Segment auf. Die betroffenen Plus-Filialen wurden unter der Marke Penny zusammengeführt, sodass das Unternehmen die Zahl seiner Standorte verdoppeln konnte und erstmals mehr als eine Milliarde Euro erwirtschaftete. Die Plus-Übernahme durch Penny in Tschechien war Teil einer Expansion des Konzerns in Mitteleuropa.

### Krise und Restrukturierung
2009 erreichte Penny größere Aufmerksamkeit durch ein Angebot für einen Weltraumflug. Ungeachtet Aktionen wie dieser verlangsamte sich das Wachstum der Discount-Kette. Trotz stabiler Umsätze rutschte das Unternehmen in die Verlustzone. Als Reaktion auf die Entwicklung setzte die Rewe Group 2011 Veränderungen im Management von Penny durch. Außerdem modernisierte man das Sortiment. Penny wurde zur zentralen Dachmarke für die Handelsmarken des Unternehmens. Als erster deutscher Einzelhändler nahm man 2013 Gutscheine für Google Play ins Sortiment auf.
Das Unternehmen investierte ab 2011 in die Modernisierung seiner Filialen, vereinzelt wurden Standorte geschlossen oder in Rewe umbenannt. Mit der Modernisierung war ein neuer Markenauftritt verbunden. Erstmals startete die Discount-Kette eine nationale TV-Kampagne. Die Veränderungen wirkten sich positiv auf das Geschäft aus, im ersten Halbjahr 2012 wuchs Penny wieder stärker als die Konkurrenz. In den Medien wurden die Veränderungen als entscheidend für die weitere Entwicklung kommentiert. Trotzdem setzte der Wettbewerb dem Unternehmen weiter zu, Preissenkungen im Discount sorgten auch in den folgenden Jahren für Verluste. Nach steigenden Umsätzen kehrte Penny 2016 auf dem deutschen Markt wieder in die schwarzen Zahlen zurück.

### Fokus auf Nachhaltigkeit

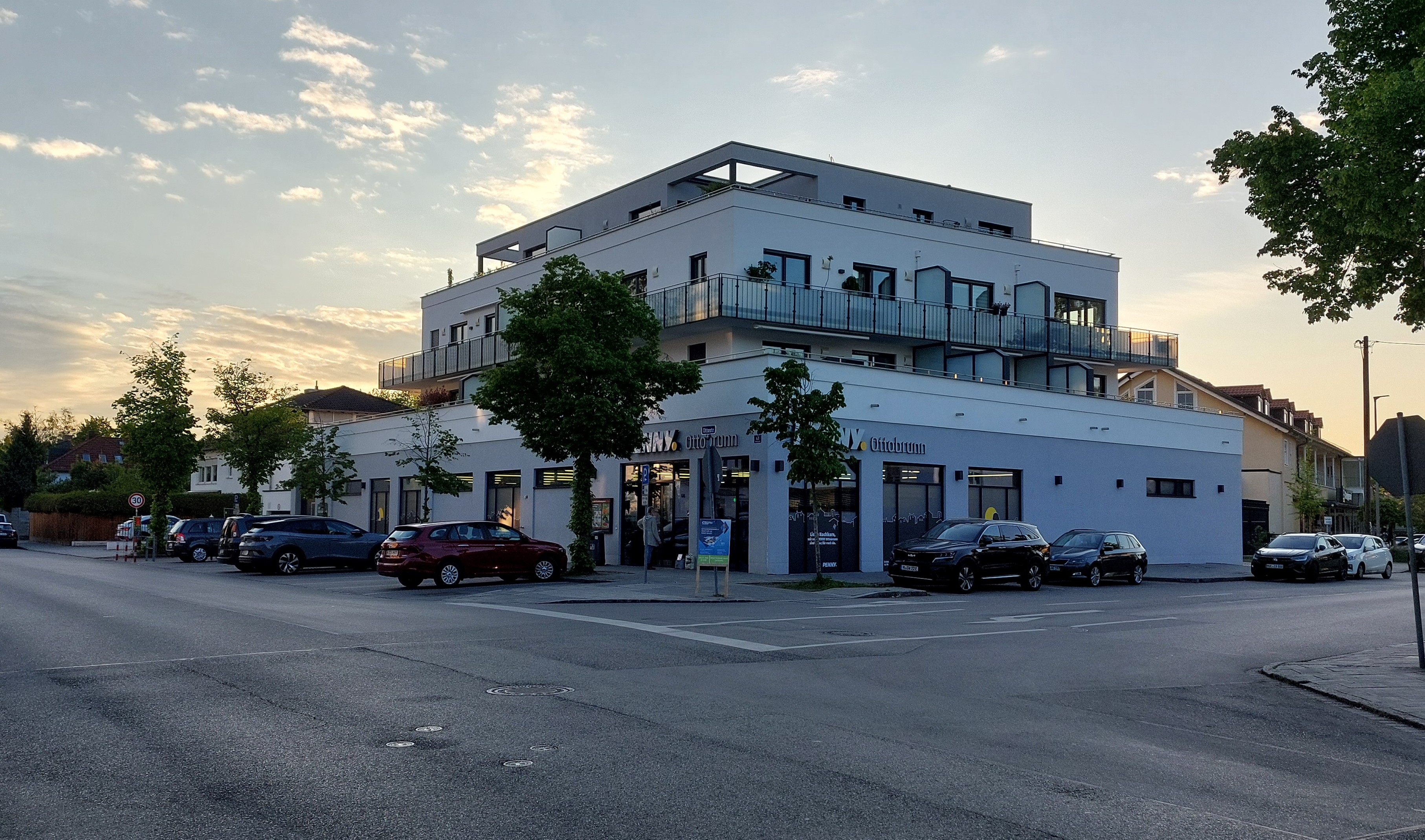
Penny-Markt in Ottobrunn

Mitte der 2010er Jahre rückte das Thema Nachhaltigkeit stärker in den Fokus von Penny: 2014 kündigte man an, bei der Herstellung von Schuhen und Textilien auf umwelt- und gesundheitsschädliche Chemikalien zu verzichten. Greenpeace lobte diesen Schritt explizit als „gute Nachricht für Umwelt und Konsumenten“. In der Werbung setzte das Unternehmen stärker auf das Thema Umweltschutz. 2015 führte Penny eine Handelsmarke ein, die über 100 vegetarische bzw. vegane, regionale und biologische Produkte umfasst. Darüber hinaus begann die Discount-Kette im Jahr 2016 den Verkauf nicht normgerechter Obst- und Gemüseprodukte, beispielsweise krummer Gurken oder zweibeiniger Möhren. Unter anderem begrüßte der WWF diese Maßnahme. 2017 schaffte Penny die klassische Einweg-Plastiktüte ab.
Ende Juli 2023 kündigte Penny an, im Rahmen eines Experimentes die sogenannten „Umweltkosten“ auf die sonst ausgeschriebenen Preise für neun seiner mehr als 3000 Produkte aufzuschlagen. Einberechnet in den Aufschlag werden Umwelt- und Gesundheitsschäden, die durch die Produktion und den Konsum anfallen sollen. Wiener Würstchen sollen dadurch 6,01 Euro statt 3,19 Euro und Fruchtjoghurt 1,56 Euro statt 1,19 Euro kosten. Der wahre Kosten-Anteil falle bei Bio- und veganen Lebensmitteln geringer aus. Das Experiment lief vom 1. bis 5. August 2023 in allen 2150 Filialen der Kette. Die Mehreinnahmen durch den Aufschlag sollen Klimaschutzprojekten und Projekten zum Erhalt familiengeführter Bauernhöfe im Alpenraum gespendet werden. Davon profitieren die Mitglieder der Molkerei Berchtesgadener Land. Die Aktion wurde vielfach kritisiert. Kommentatoren betonten, dass die Umweltpauschale für nur neun von mehr als 3000 Produkten gelte – für fünf Tage. Dies lege den Verdacht nahe, „dass es vor allem um Marketing geht“. Der Bauernverband bezeichnete die Aktion als Greenwashing.
Die Kampagne wurde von der deutschen Bundesregierung über das Forschungsprojekt HoMaBiLe  des Praxispartners Tollwood sowie über die EU-Forschungsförderung Horizont Europa entwickelt und bezahlt.

## Filialen
| Land           | Filialen | Markteintritt     | Anzahl Mitarbeiter |
| -------------- | -------- | ----------------- | ------------------ |
| Deutschland    | 2123     | 1973              | 28.000             |
| Tschechien     | 430      | 1997              | 9100               |
| Italien        | 465      | 1994              | 5200               |
| Österreich     | 320      | 2003              | 2900               |
| Rumänien       | 420      | 2001              | 7500               |
| Ungarn         | 240      | 1996              | 5000               |
| Gesamtfilialen | 3913     | Gesamtmitarbeiter | 53.200             |

Quelle: REWE-Zentralfinanz eG (Stand: 2023)

## Unternehmensstruktur
Die Geschäfte von Penny in Deutschland führt die Penny-Markt GmbH mit Sitz in Köln. Zum Ende des Geschäftsjahres 2016 unterhielt das Unternehmen in Deutschland 2148 Märkte. Die Logistikzentren der fünf Regionalgesellschaften in Norderstedt (Region Nord), Eching (Landkreis Freising) (Region Süd), Kronau (Region Südwest), Köln (Region West) und Teltow (Region Ost) bilden das Rückgrat der Discount-Kette.
International ist Penny in Italien, Österreich, Rumänien, Tschechien und Ungarn vertreten. Penny International gehört zu 100 % der Rewe International AG. Zusammen mit den XXL-Märkten kam man dort Ende 2015 auf 1418 Standorte. Spitzenreiter mit 364 Filialen war die Niederlassung in Tschechien, die gemessen am Geschäfts- oder Firmenwert eine der wichtigsten Tochtergesellschaften des gesamten Konzerns darstellte. Die Penny-Märkte in Bulgarien wurden 2015 geschlossen und die meisten Standorte aufgegeben, einige Standorte gingen an die Rewe-Tochter Billa über. In Deutschland erwirtschaftete Penny 2017 einen Umsatz in Höhe von rund 7,5 Milliarden Euro, die internationalen Discount-Geschäfte steuerten etwa 4,5 Milliarden Euro bei.
Im Juni 2020 firmierte die Penny-Markt Gesellschaft mit beschränkter Haftung um in Penny Markt GmbH.

## Sortiment und Digitales
Das Sortiment von Penny umfasst je nach der Größe eines Marktes über 2000 Produkte aus den Bereichen Obst und Gemüse, Brot und Backwaren, tierische Produkte sowie Non-Food-Artikel. Penny nimmt nur solche Bio-Lebensmittel ins Sortiment auf, die der Europäischen Öko-Verordnung entsprechen. Neben Lebensmitteln bietet der Discounter Dienstleistungen an, von denen vor allem zwei Bereiche nennenswert sind: „Penny Reisen“ vermittelt Pauschal-, Rund-, Städte- und Themenreisen sowie Kreuzfahrten und Hotels. Unter der Marke „Penny Mobil“ tritt das Unternehmen als virtueller Mobilfunkanbieter im Netz der Deutschen Telekom auf.
In den letzten Jahren spielte die Digitalisierung des Geschäfts von Penny eine immer größere Rolle. Ein Beispiel dafür ist die sogenannte „Sparkarte“, die Kunden personalisierte Angebote bietet. Außerdem unterstützte Penny die Bonuspunkte-App Shopkick. Während diese in Deutschland mittlerweile nicht mehr verfügbar ist, integrierte Penny eine vergleichbare Coupon-Funktion in seine eigenen Apps. Penny war zudem bis 28. Dezember 2024 Partner von Payback. Neben der Abhebung von Bargeld an der Kasse können Penny-Kunden Einkäufe, die sie auf der Website des Discounters tätigen, auch mit Bargeld im Markt bezahlen. Penny betreibt außerdem ein live moderiertes Kundenradio.

## Logoentwicklung

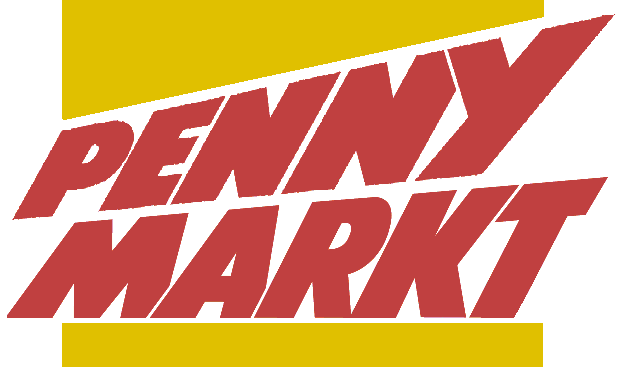
Logo ca. 1975–2001
Logo ca. seit 2001; in Deutschland bis 2012, in anderen Ländern bis 2022. Dieses Logo wurde bis Mai 2025 nur noch in Österreich verwendet.
Logo ca. seit 2012 in Deutschland; in anderen Ländern seit 2022; in Österreich seit Mai 2025

## Kritik
2001 kritisierte Der Tagesspiegel die Sicherheitsvorkehrungen der Discountkette. Die Zeitung zitierte aus einer internen Statistik der Polizei, die einen Schwerpunkt von Raubüberfällen bei deutschen Penny-Märkten nachwies, weil dort unter anderem moderne Tresore fehlten. Der Discounter setze stattdessen verstärkt auf den Einsatz von Sicherheitsdiensten. Die Rewe Group nahm die Überfälle und den Bericht zum Anlass, die Sicherheitsvorkehrungen bei Penny zu überprüfen und anzupassen.
2005 veröffentlichte der Bund für Umwelt und Naturschutz Deutschland ein Öko-Ranking der größten Discounter. Die Autoren sahen Penny darin als „klaren Verlierer“, weil das Unternehmen weiterhin Eier von Hühnern aus Käfighaltung verkaufe, während andere Lebensmittelhändler ihr Angebot bereits umgestellt hätten. Mittlerweile bietet auch Penny nur noch Eier aus Bodenhaltung, Freilandhaltung oder biologischer Hühnerhaltung an.
2008 berichtete stern.de, dass auch Penny zur Kontrolle seiner Mitarbeiter Videoüberwachung und Detektive einsetze. Rewe teilte auf Anfrage mit, dass die Überwachung der Mitarbeiter dazu diene, Diebstähle aufzuklären. Eingriffe in die Privatsphäre wolle man „vorbehaltlos aufklären“.
2010 bemängelte NDR Info in einem Bericht die Vereinbarung zur Weitergabe und Speicherung von Daten, die Kunden von Rewe und Penny beim Bezahlen im Lastschriftverfahren unterzeichnen mussten. Der Datenschutzbeauftragte des Landes Schleswig-Holstein, Thilo Weichert, kritisierte den Verzicht auf die Aushändigung einer Kopie der Erklärung. Dies sei „eindeutig rechtswidrig“. Rewe und Penny wiederum rechtfertigten das Vorgehen mit der Einsparung von Papier zum Schutz der Umwelt.
2013 berichtete das ZDF-Magazin Frontal21 über die heimliche Videoüberwachung von Mitarbeitern bei Rewe und Penny. Zahlreiche Medien griffen das Thema auf, weil damit ein massiver Eingriff in die Privatsphäre der Angestellten verbunden sei. Das Unternehmen wies den Generalverdacht zurück, eine flächendeckende oder unbegründete Überwachung habe nicht stattgefunden. Allerdings räumte man ein, eine Mitarbeiterin der Revision von Penny habe 2009 und 2010 eigenmächtig verdeckte Überwachungen ohne Zustimmung des Betriebsrats angeordnet. Penny trennte sich von dieser Mitarbeiterin und der mit der Überwachung beauftragten Detektei.